# Georg Albrekt av Brandenburg-Kulmbach
Georg Albrekt av Brandenburg-Kulmbach, tyska: Georg Albrecht von Brandenburg-Kulmbach, född 20 mars 1619 i Bayreuth, död 27 september 1666 i Bayreuth, var grundare av sidolinjen Kulmbach av den yngre Kulmbach-Bayreuthska linjen av huset Hohenzollern. Två av hans barnbarn kom att regera furstendömet Bayreuth, men själv regerade han endast under åren 1655 till 1661 som förmyndare för brorsonen Kristian Ernst av Brandenburg-Bayreuth.

## Biografi
Georg Albrekt var andre son till markgreve Kristian av Brandenburg-Bayreuth (1581–1655) och hans gemål Marie av Preussen (1579–1649). Hans äldre bror, arvfursten Erdmann August, avled före fadern 1651, och Erdmann Augusts son, Kristian Ernst, kom därför att som minderårig 1655 att ärva furstendömet, medan Georg Albrekt erhöll inkomsterna från Kulmbach som apanage och den nominella titeln markgreve av Brandenburg-Kulmbach. Georg Albrekt utsågs tillsammans med kurfurst Fredrik Vilhelm av Brandenburg till förmyndare för den unge markgreven Kristian Ernst, fram till dennes myndighet. Då Kristian Ernsts ende son, Georg Vilhelm av Brandenburg-Bayreuth, i sin tur dog 1726 utan manliga efterkommande, kom dock Georg Albrekts linje och sonsonen Georg Fredrik Karl av Brandenburg-Bayreuth att stå i tur i tronföljden.
Den av Georg Albrekt grundade sidolinjen kom även att kallas Weferlingen, efter hans son Kristian Henrik av Brandenburg-Kulmbachs slott Weferlingen.

## Familj
Georg Albrekt var gift två gånger. Första äktenskapet ingicks 1651 med Maria Elisabet av Holstein-Sonderburg-Glücksburg (1628–1664), dotter till Filip av Schleswig-Holstein-Sonderburg-Glücksburg. I detta äktenskap föddes:
- Erdmann Filip (1659–1678)
- Kristian Henrik av Brandenburg-Kulmbach (1661–1708), gift 1687 med Sophie Christiane von Wolfstein (1667–1737)
- Karl August (1663–1731)

Andra äktenskapet ingicks 1665 med Maria Sofie av Solms-Baruth (1626–1688).
I äktenskapet föddes:
- Georg Albrekt av Brandenburg-Kulmbach (1666–1703), gift 1699 morganatiskt med Regina Magdalena Lutz (1678–1755), sedermera Madame de Kotzau